# Корте Роца (Мантова)
Корте Роца је насеље у Италији у округу Мантова, региону Ломбардија.
Према процени из 2011. у насељу је живело 14 становника. Насеље се налази на надморској висини од 19 м.